# Ivan Ćurković
Ivan Ćurković (cyr.: Иван Ћурковић, ur. 15 marca 1944 w Mostarze) – chorwacki piłkarz występujący na pozycji bramkarza. Trener piłkarski. W latach 2005–2009 prezes Komitetu Olimpijskiego Serbii.

## Kariera klubowa
Ćurković karierę rozpoczynał w sezonie 1960/1961 w pierwszoligowym zespole Velež Mostar. Jego barwy reprezentował przez cztery sezony, a potem odszedł do innego pierwszoligowca, Partizana. W sezonie 1964/1965 wywalczył z nim mistrzostwo Jugosławii, a w sezonach 1967/1968 oraz 1969/1970 – wicemistrzostwo Jugosławii. Graczem Partizana był przez osiem sezonów.
W 1972 roku Ćurković przeszedł do francuskiego AS Saint-Étienne. W Division 1 zadebiutował 9 sierpnia 1972 w zremisowanym 1:1 meczu z Girondins Bordeaux. Wraz z Saint-Étienne cztery razy zdobył mistrzostwo Francji (1974, 1975, 1976, 1981), a także trzy razy Puchar Francji (1974, 1975, 1977). W 1981 roku zakończył karierę.

## Kariera reprezentacyjna
W reprezentacji Jugosławii Ćurković zadebiutował 27 października 1963 w przegranym 1:2 towarzyskim meczu z Rumunią. W 1964 roku został powołany do kadry na Letnie Igrzyska Olimpijskie, zakończone przez Jugosławię na ćwierćfinale. W latach 1963–1970 w drużynie narodowej rozegrał 19 spotkań.

## Kariera trenerska
W 2001 roku Ćurković wraz z Vujadinem Boškovem i Dejanem Savićeviciem prowadził reprezentację Jugosławii. W roli selekcjonera zadebiutował 2 czerwca 2001 w zremisowanym 1:1 meczu eliminacji Mistrzostw Świata 2002 z Rosją. Łącznie poprowadził ją w ośmiu spotkaniach, z czego 4 były wygrane, 2 zremisowane i 2 przegrane.